# Milano-Vignola 1974
La Milano-Vignola 1974, ventiduesima edizione della corsa, valido come campionato nazionale in linea, si svolse il 23 giugno 1974 per un percorso totale di 251 km, con partenza ed arrivo a Vignola. La vittoria fu appannaggio dell'italiano Enrico Paolini, il quale completò la gara in 6h26'00", alla media di 39,016 km/h, precedendo i connazionali Felice Gimondi e Marino Basso.

## Ordine d'arrivo (Top 10)
| Pos. | Corridore           | Squadra        | Tempo    |
| ---- | ------------------- | -------------- | -------- |
| 1    | Enrico Paolini      | Scic           | 6h26'00" |
| 2    | Felice Gimondi      | Bianchi        | s.t.     |
| 3    | Marino Basso        | Bianchi        | s.t.     |
| 4    | Marcello Bergamo    | Filotex        | s.t.     |
| 5    | G. Santambrogio     | Bianchi        | s.t.     |
| 6    | Francesco Moser     | Filotex        | s.t.     |
| 7    | Alessio Antonini    | Jollj Ceramica | s.t.     |
| 8    | Wilmo Francioni     | Sammontana     | s.t.     |
| 9    | Emanuele Bergamo    | Filotex        | s.t.     |
| 10   | Sigfrido Fontanelli | Sammontana     | s.t.     |